# Віхертув (Великопольське воєводство)
Віхертув (пол. Wichertów) — село в Польщі, у гміні Пшикона Турецького повіту Великопольського воєводства.
Населення — 195 осіб (2011).
У 1975-1998 роках село належало до Конінського воєводства.

## Демографія
Демографічна структура станом на 31 березня 2011 року:
|          | Загалом | Допрацездатний вік | Працездатний вік | Постпрацездатний вік |
| -------- | ------- | ------------------ | ---------------- | -------------------- |
| Чоловіки | 94      | 17                 | 67               | 10                   |
| Жінки    | 101     | 24                 | 60               | 17                   |
| Разом    | 195     | 41                 | 127              | 27                   |